# CBT Javali
O CBT Javali é um veículo utilitário criado e produzido no Brasil pela Companhia Brasileira de Tratores (CBT) entre os anos de 1988 e 1995.
A maioria de suas peças era produzida pela própria empresa, como motores, bombas injetoras, pedais, caixa de marchas e transferência, carrocerias (em chapa dobrada) e turbina.
O Javali é um veículo que oferece uma plataforma off-road flexível e poderosa. Foi vendido para uso civil em uma única cor, um tom entre o cinza e o bege. Algumas unidades foram comercializadas ao Exército Brasileiro.
Foram fabricadas cerca de 3 mil unidades.

## Os modelos produzidos
- CBT Javali 4x4 (3 Cilindros Turbo Diesel) - 1988 a 1992[4]
- CBT Javali 4x4 (4 Cilindros Diesel) - 1994-1995

## Características técnicas
Câmbio de quatro marchas, com tração 4x2 e 4x4 com reduzida acionada por alavanca e roda-livre de acionamento manual junto ao cubo das rodas dianteiras: 
- Aceleração 0-100 km/h: 53,25s;
- Velocidade Máxima: 106km/h;
- Consumo Urbano: 10,72km/l;
- Consumo Rodoviário: 11,74km/l;
- Tração: Traseira com opção 4x2 e 4x4 reduzida com roda-livre;
- Comprimento: 3495mm;
- Entre-eixos: 2103mm;
- Peso: 1650kg;
- Capacidade de Carga: 750kg;
- Tanque: 53 litros;
- Porta-malas: 750 litros;
- Pneus: 7.00x16 e 7.50x16;
- Câmbio: 4 marchas, caixa de transferência de 2 velocidades (redução de 2,2:1);
- Motor: 3 cilindros Turbo Diesel (raramente 4 cilindros Diesel);
- Torque: 25,5kgfm a 1600rpm;
- Potência: 84cv a 3000rpm;
- Cilindrada: 2940cc;
- Potência Específica: 28,57 cv/litro;
- Peso/Potência: 20,89 kg/cv;
- Torque Específico: 8,67 kgfm/litro;
- Peso/Torque: 68,82 kg/kgfm;